# Grimmia brachydictyon
Grimmia brachydictyon är en bladmossart som beskrevs av Hironori Deguchi 1978 [1979. Grimmia brachydictyon ingår i släktet grimmior, och familjen Grimmiaceae. Inga underarter finns listade i Catalogue of Life.